# Read–eval–print loop
Un Read–Eval–Print Loop (REPL), noto anche come un interactive toplevel o linguaggio shell, è un ambiente di programmazione semplice e interattivo che accetta input da parte di un singolo utente (vale a dire singole espressioni), li valuta e restituisce il risultato all'utente; un programma scritto in un ambiente REPL viene eseguito a tratti. Il termine è solitamente usato per riferirsi a interfacce di programmazione simili al classico ambiente interattivo della macchina Lisp. Esempi comuni includono shell a riga di comando e ambienti simili per i linguaggi di programmazione ed è una particolare caratteristica dei linguaggi di scripting.

## Panoramica
In un REPL, l'utente inserisce una o più espressioni (piuttosto che un'intera unità di compilazione) e REPL le valuta e visualizza i risultati. Il nome read-eval-print loop deriva dai nomi delle funzioni primitive Lisp che implementano questa funzionalità:
- La funzione di lettura accetta un'espressione dall'utente e la analizza in una struttura dati in memoria. Ad esempio, l'utente può inserire l's-expression (+ 1 2 3), che viene analizzato in una lista collegata contenente quattro elementi di dati.
- La funzione eval prende questa struttura interna dei dati e la valuta. In Lisp, la valutazione di un's-expression che inizia con il nome di una funzione significa chiamare quella funzione sugli argomenti che costituiscono il resto dell'espressione. Quindi la funzione + è chiamata sugli argomenti 1 2 3, restituendo il risultato 6.
- La funzione di stampa prende il risultato ottenuto da eval e lo stampa all'utente. Se è un'espressione complessa, potrebbe essere pretty-printed per renderne più facile la comprensione. In questo esempio, però, il numero 6 non ha bisogno di molta formattazione per stampare.

L'ambiente di sviluppo ritorna quindi allo stato di lettura, creando un loop, che termina quando il programma viene chiuso.
REPLs facilitano la programmazione esplorativa e il debugging perché il programmatore può ispezionare il risultato stampato prima di decidere quale espressione fornire per la prossima lettura. Il ciclo read-eval-print loop coinvolge il programmatore più frequentemente rispetto al classico ciclo edit-compile-run-debug.
Poiché la funzione di stampa viene emessa nello stesso formato testuale utilizzato dalla funzione di lettura per l'input, la maggior parte dei risultati viene stampata in una forma che potrebbe (se è utile) essere copiata e incollata nel REPL. Tuttavia, a volte è necessario stampare rappresentazioni di elementi che non possono essere letti in modo sensibile, come un handle di socket o un'istanza di classe complessa. In questi casi, deve esistere una sintassi per gli oggetti illeggibili. In Python, è la <__module__.class instance> notazione, e in Common Lisp, il #<whatever> form. La REPL di CLIM, SLIME e Symbolics Lisp Machine può anche leggere oggetti illeggibili. Loro registrano per ogni uscita quale oggetto è stato stampato. Successivamente, quando il codice viene riletto, l'oggetto verrà recuperato dall'output stampato.
I REPLs possono essere creati per supportare qualsiasi linguaggio basato su testo. Il supporto REPL per i linguaggi compilati viene in genere ottenuto implementando un interprete su una macchina virtuale che fornisce un'interfaccia al compilatore. Ad esempio, a partire da JDK 9, Java ha incluso JShell come interfaccia a riga di comando per il linguaggio. Vari altri linguaggi dispongono di strumenti di terze parti disponibili per il download che forniscono un'interazione shell simile con il linguaggio.

## Uso
Come uno shell, un ambiente REPL consente agli utenti di accedere alle funzionalità rilevanti di un sistema operativo, oltre a fornire accesso alle funzionalità di programmazione.
L'uso più comune dei REPL al di fuori delle shell del sistema operativo è la prototipazione istantanea. Altri usi includono il calcolo matematico, la creazione di documenti che integrano l'analisi scientifica (ad esempio IPython), la manutenzione del software interattivo, il benchmarking e l'esplorazione dell'algoritmo.
Un REPL può diventare una parte essenziale dell'apprendimento di una nuova lingua in quanto fornisce un rapido riscontro al novizio.

## Specifiche Lisp

### Implementazione
Per implementare un Lisp REPL, è necessario solo implementare queste tre funzioni e una funzione a loop infinito. (Naturalmente, l'implementazione di eval sarà complicata, poiché deve anche implementare tutte le funzioni primitive come car e + e operatori speciali come if.) Ciò fatto, un REPL di base non è altro che una singola riga di codice:
```
(
loop
 
(
print
 
(
eval
 
(
read
))))

```

Una possibile implementazione di eval è come un interprete ricorsivo che agisce sull'Abstract syntax tree creato da read. Un'altra possibilità è compilare l'albero di sintassi in codice macchina ed eseguirlo.

### Funzionalità
Le tipiche funzionalità fornite da Lisp REPL:
- Storia di input e output.
- Le variabili sono impostate per le espressioni di input e i risultati. Queste variabili sono anche disponibili in REPL. Ad esempio in Common Lisp * si riferisce all'ultimo risultato, ** e *** ai risultati precedenti.
- Livelli di REPL. In molti sistemi Lisp se si verifica un errore durante la lettura, la valutazione o la stampa di un'espressione, il sistema non viene riportato al livello superiore con un messaggio di errore. Invece, nel nuovo REPL, di livello più profondo, viene avviato nel contesto dell'errore. L'utente può quindi ispezionare il problema, correggerlo e continuare, se possibile. Se si verifica un errore come un REPL debug, viene avviato un altro REPL, di nuovo un livello più profondo. Spesso REPL offre speciali comandi di debug.
- Gestione degli errori. Il REPL fornisce riavvii. Questi riavvii possono essere utilizzati, quando si verifica un errore, per tornare a un determinato livello REPL.
- Ingresso sensibile al mouse e output di oggetti dati.
- Elaborazione di input e completamento specifico del contesto su simboli, nomi di percorsi, nomi di classi e altri oggetti.
- Guida e documentazione per i comandi.
- Variabili per controllare il lettore. Ad esempio, i controlli della variabile * read-base * in cui i numeri di base vengono letti per impostazione predefinita.
- Variabili per controllare la stampante. Esempio: lunghezza massima o massima profondità delle espressioni da stampare.
- Sintassi del comando aggiuntiva. Alcuni REPL hanno comandi che non seguono la sintassi dell's-expression, ma spesso funzionano con dati Lisp come argomenti.
- REPL grafici. Alcuni Lisp REPL (il Listener CLIM è un esempio) accettano anche input e output grafici.